# لی چانگ-سوب
لی چانگ-سوب (کره‌ای: 이창섭؛ انگلیسی: Lee Chang-sub؛ زادهٔ ۲۶ فوریه ۱۹۹۱)، که بیشتر با نام چانگ‌سوب شناخته می‌شود، خواننده و بازیگر موزیکال اهل کره جنوبی است. او یکی از اعضای گروه پسرانهٔ کره جنوبی، بی‌توبی است.